# Noccaea macrantha
Noccaea macrantha (талабан великоцвітий як Thlaspi macrantha) — вид квіткових рослин родини капустяних (Brassicaceae).

## Біоморфологічна характеристика
Це багаторічна рослина 10–25 см, гола, сиза, зі стеблоохопними листками. Листки 6–8 мм завдовжки. Стручечки зворотно-овально-клинувато-звужені, сітчасто-жилкуваті, 7–10 мм завдовжки, на верхівці виїмчасті; стовпчик рівний ширині стручечка.

## Поширення
Крим, Північний Кавказ, Південний Кавказ.
В Україні росте на кам'янистих схилах та лісових узліссях у гірському Криму, звичайно.